# Obiteljska hipobetalipoproteinemija
Obiteljska hipobetalipoproteinemija je rijedak genetički poremećaj metabolizma lipida, iz skupine hipobetalipoproteinemija, koji nastaje kao posljedica mutacija gena za apolipoprotein B. Opisano je 30-ak mutacija, koje mogu zahvatiti jedan ili oba alela. Bolest se nasljeđuje autosomno kodominantno.
Neke od mutacija uzrokuju oštećenu sintezu lipoproteina koje sadrže apo B, dok je kod drugih pojačana razgradnja ovih proteina. U oba slučaja smanjenja je količina beta-lipoproteina, što dovodi do niske koncentracije triglicerida, kolesterola i apo B u krvi.
Oboljeli homozigoti (oba oštećena alela) imaju značajno poremećanu sintezu hilomikrona u probavnom sustavu što dovodi do slabe apsorpcije masti i vitamina topljivih u mastima, te imaju slične simptome kao i oboljeli od abetalipoproteinemije (neurološki simptomi) već od dojenačke dobi, te se slično i liječe (dijeta). Heterozigoti su najčešće bez tegoba.
|  | Molimo pročitajte upozorenje o korištenju medicinskih informacija. Ne provodite liječenje bez savjetovanja s liječnikom! |